# 大巴山脈

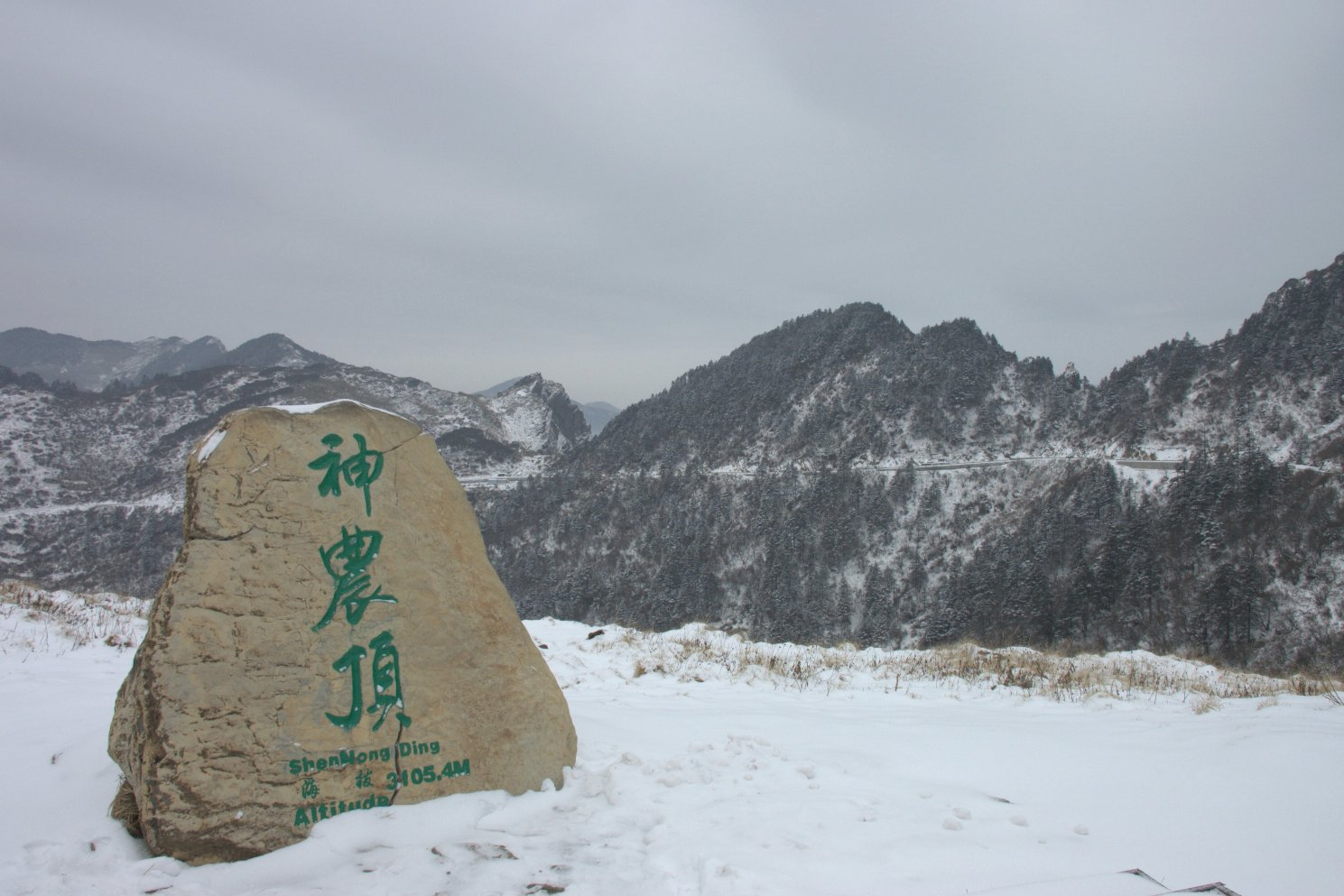
神農架

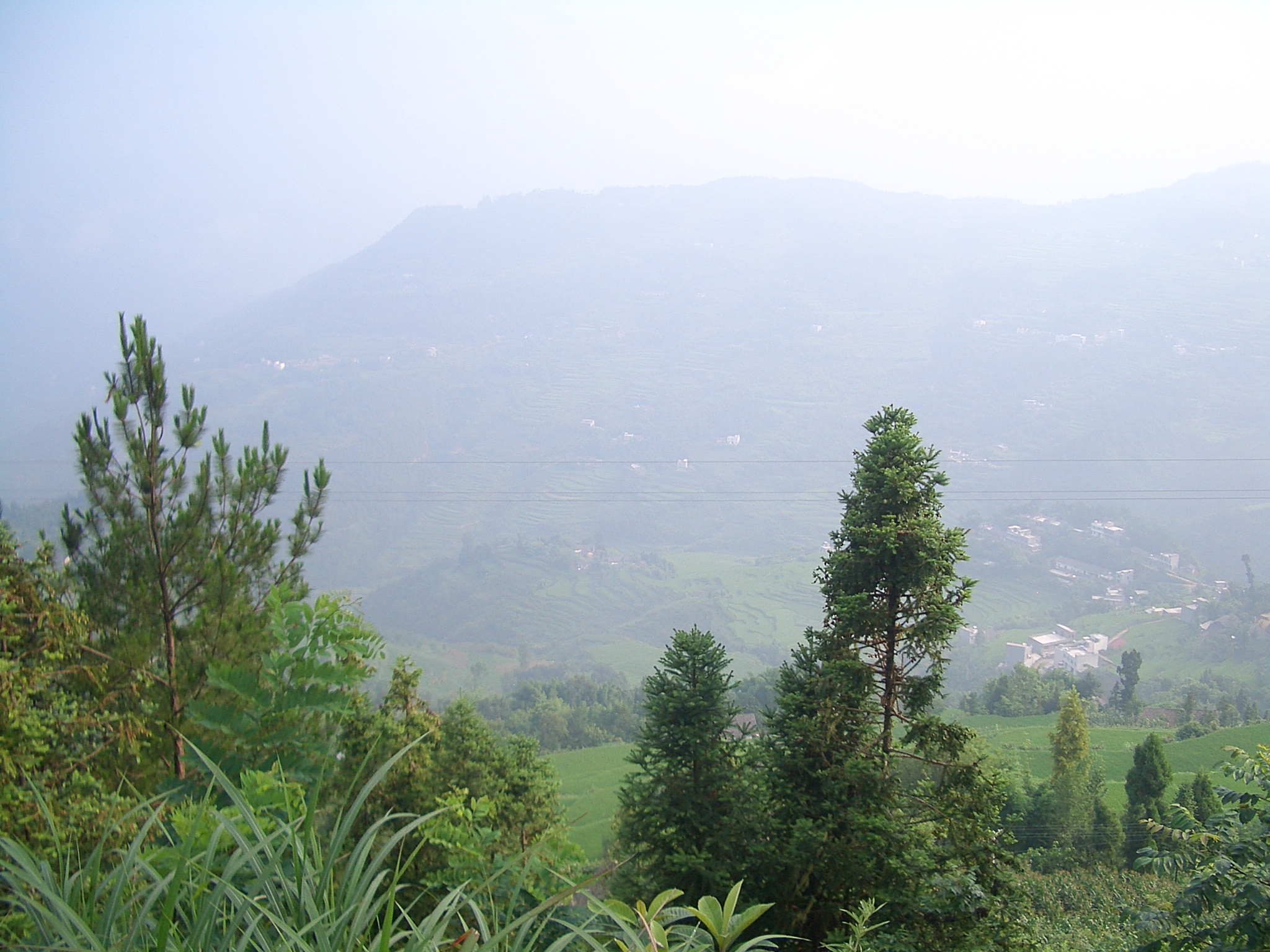
巴東県渓丘湾郷の風景

大巴山脈（大巴山、あるいは巴山、拼音: Dàbā shān）は、中国西南部の大きな山脈。
狭義の大巴山脈は、四川省（および重慶市）の北・陝西省の南・湖北省の西の境界に位置し、陝西省南部から湖北省に広がる漢水水系と、四川省東部の嘉陵江水系との分水界をなす。海抜はおよそ1,300mから2,000m。大巴山脈の東端にある主峰・神農架は湖北省の神農架林区に位置し、その最高峰・神農頂は標高3,105.4mの高さである。
広義の大巴山脈は湖北省から四川省、陝西省、西は甘粛省にまで至る各省の境界に連なる山脈を指し、大巴山脈北西の米倉山脈なども含める。広義の大巴山脈は四川盆地と漢中盆地を隔て、東は神農架山脈・巫山山脈にまで広がり、西は摩天嶺に接し、北は漢水に面する。巴蜀（四川盆地）を他の地方から隔てる山脈として、古くから軍事的に重要であった。
大巴山脈には特徴的な動植物も多く、巴山松、巴山冷杉などはその一部である。重慶市の北部に位置する大巴山自然保護区は、中国の国家級自然保護区の一つに指定されている。